# Antoni Martorell i Miralles

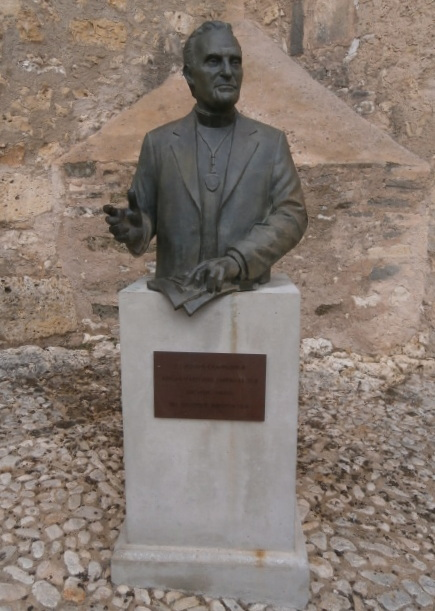
Denkmal für Antoni Martorell i Miralles in Montuïri

Antoni Martorell i Miralles (* 9. März 1913 in Montuïri; † 18. Februar 2009 in Palma) war ein Komponist und Pädagoge.

## Leben
Er war Franziskaner und komponierte überwiegend geistliche Musik. Langjährig war er in Rom und dort auch für den Vatikan tätig. Sein auf der spanischen Mittelmeerinsel Mallorca gelegener Geburtsort ernannte ihn zum Ehrenbürger. Nach seinem Tod wurde vor der Kirche Sant Bartomeu in Montuïri ein Denkmal für ihn enthüllt.

## Werke
Antoni Martorell i Miralles veröffentlichte auch Abhandlungen.
- Wolfgang Amadeus Mozart i la seva expressió religiosa, Palma de Mallorca : Reial Acad. de Belles Arts de Sant Sebastià, 1992